# Червено френско грозде

## Разпространение
Видът е разпространен в цяла Европа. Широко е култивиран и е избягал в дивата природа в много региони.

## Описание
Червеният касис е широколистен храст, който обикновено достига до 1 – 1,5 метра на височина, и по-рядко до 2 метра. Цветовете са жълто-зелени. Плодовете са яркочервени и полупрозрачни около 8 – 12 мм в диаметър, с около 3 – 10 плода на клонче. От средата до края на лятото един храст може да произведе до 3 – 4 кг плодове.